# マッテオ・コターリ
マッテオ・コターリ（Matteo Cotali 、1997年4月22日 - ）は、イタリア・ブレシア出身のサッカー選手。セリエB・フロジノーネ・カルチョ所属。ポジションは、ディフェンダー（レフトバック）。

## クラブ歴
2016年8月27日、セリエCのレナーテ戦でデビューを果たした。
2019年7月3日、セリエBのキエーヴォ・ヴェローナと契約を結んだ。
2021年8月6日、フロジノーネ・カルチョに移籍した。